# Beaumotte-Aubertans
Beaumotte-Aubertans là một xã thuộc tỉnh Haute-Saône trong vùng Bourgogne-Franche-Comté phía đông nước Pháp.